# Kájov
Kájov (deutsch Gojau) ist eine Gemeinde im Okres Český Krumlov in Tschechien. Es liegt vier Kilometer westlich von Český Krumlov (Krumau) und war einer der bedeutendsten Marien-Wallfahrtsorte in Böhmen.

## Geographie
Kájov liegt im Süden des Blanský les (Plasnker Wald) an der Einmündung des Baches Kájovský potok (Gojauer Bach) im Tal des Flusses Polečnice (Blätterbach). Westlich erstreckt sich der Truppenübungsplatz Boletice. Nachbarorte sind Vyšny im Nordosten, Český Krumlov im Osten, Větřní im Südosten, Novosedly und Mezipotoči im Süden, Kladenské Skláře im Südwesten, Boletice (Poletitz) im Westen sowie Křenov und Chvalšiny im Nordwesten. Nördlich liegt der 1084 m hohe Kleť.

### Gemeindegliederung
Die Gemeinde Kájov besteht aus den Ortsteilen Boletice (Polletitz), Kájov (Gojau), Kladenské Rovné (Ruben), Kladné (Kladen), Křenov (Krenau), Lazec (Losnitz), Mezipotočí (Nespoding), Novosedly (Neusiedl), Přelštice (Schelsnitz) und Staré Dobrkovice (Alt Turkowitz). Grundsiedlungseinheiten sind Jezvinec, Kájov, Kladenské Rovné, Kladné, Křenov, Lazec, Mezipotočí, Novosedly, Nový Křenov, Přelštice und Staré Dobrkovice.
Das Gemeindegebiet gliedert sich in die Katastralbezirke Kladenské Rovné, Kladné, Křenov u Kájova und Novosedly u Kájova.

### Nachbargemeinden
| Chvalšiny                                    | Křemže                                      | Srnín, Přísečná |
| Truppenübungsplatz Boletice, Polná na Šumavě | Kompassrose, die auf Nachbargemeinden zeigt | Český Krumlov   |
| Hořice na Šumavě                             | Bohdalovice                                 | Větřní          |

## Geschichte

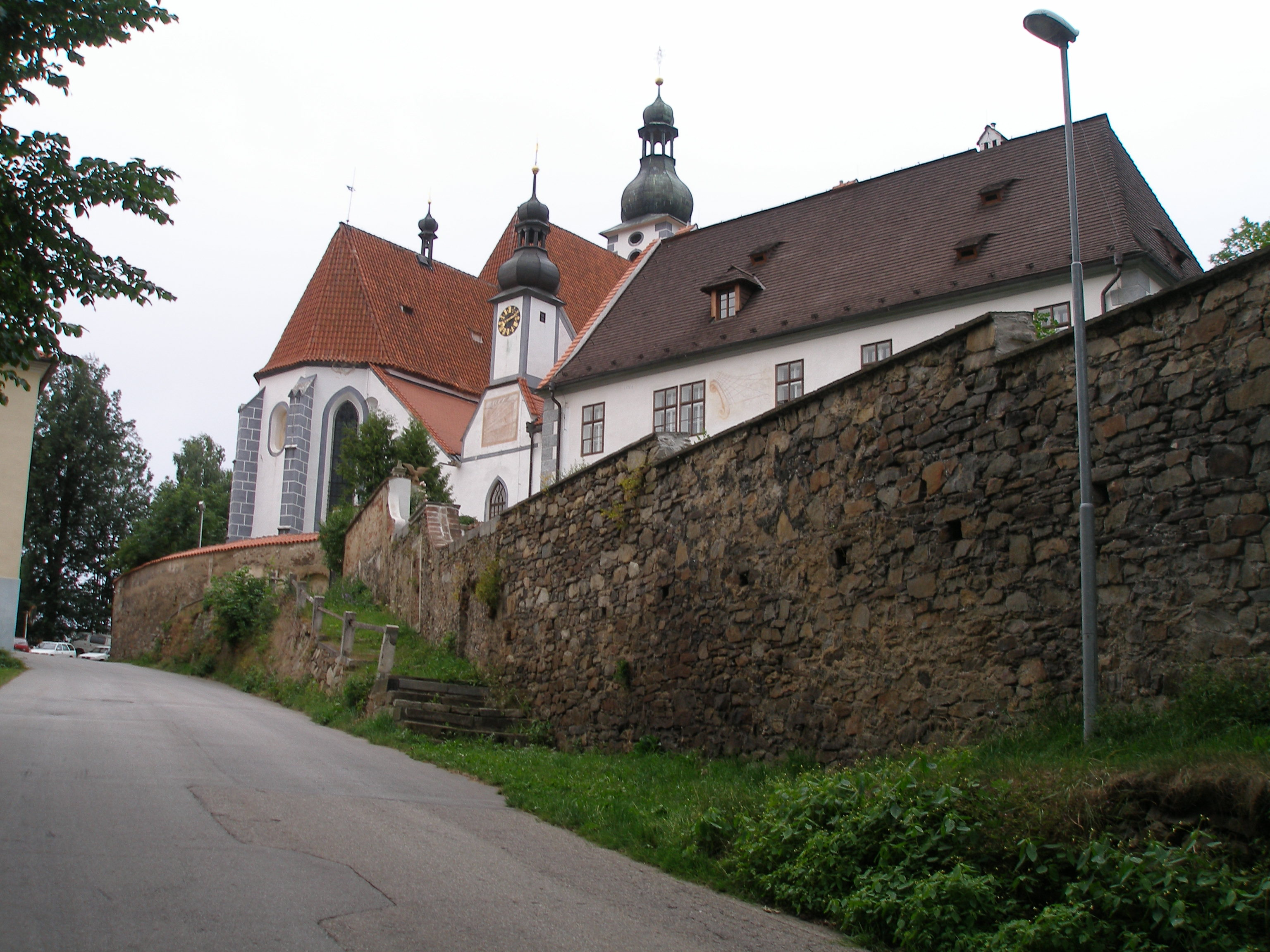
Kirchen und Pfarrhof in Gojau

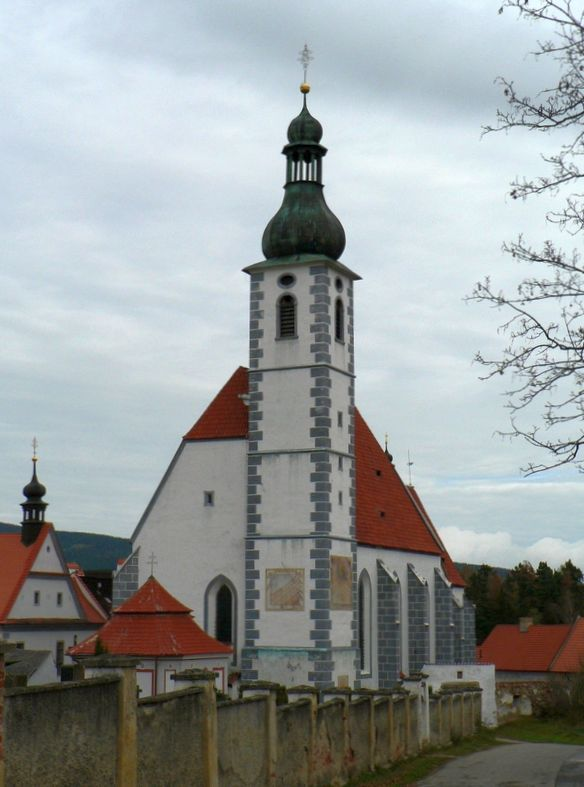
Wallfahrtskirche Maria Himmelfahrt

Gojau war ursprünglich böhmisches Königsgut. 1263 schenkte es König Přemysl Ottokar II. dem von ihm im selben Jahr gegründeten Kloster Goldenkron (Zlatá Koruna) zu dessen wirtschaftlicher Ausstattung. Nachdem zahlreiche Pilger im nahegelegenen Dorf Ruben (Kladenské Rovné) einen als wundertätig verehrten Stein besuchten, der Spuren des hl. Wolfgang gezeigt haben soll, erfolgte in der 2. Hälfte des 13. Jahrhunderts in Gojau der Bau der Wallfahrtskirche St. Marien, die gleichzeitig als Pfarrkirche diente. Das Patronat über die Kirche wurde um 1400 dem Kloster Goldenkron übertragen. Obwohl die Kirche in den 1420er Jahren von den Hussiten geplündert worden war, erlebte die Wallfahrt in der zweiten Hälfte des 15. Jahrhunderts eine Blütezeit. Dem humanistisch gebildeten Pfarrer Michael Pils, der ab 1461 insgesamt 43 Jahre lang Pfarrer in Kájov war, gelang es unter teils heftigem Widerstand der Bevölkerung, den in seinen Augen abergläubischen Fußstapfenkult in seinem Pfarrgebiet zu beenden und die Kirche in Gojau als einziges Pilgerziel zu etablieren. Die Marienkirche erhielt einen neuen Altar, und am 22. Juni 1466 wurden die Wallfahrten zu dem Stein unter Androhung der Exkommunikation von Hilarius von Leitmeritz offiziell verboten. Nachfolgend wurde 1474–1485 die Marienkirche im Stil der Spätgotik umgebaut und erweitert. Zur wertvollen Ausstattung gehört ein um 1480 geschaffenes Relief des Marientodes sowie die Thronende Madonna auf dem Hauptaltar, die vor 1502 entstand. Die bereits 1469 eröffnete Pfarrschule erhielt 1629–1640 ein neues Schulgebäude.
Nach dem Dreißigjährigen Krieg nahm die Bedeutung der Wallfahrt wegen der wachsenden Marienverehrung und der barocken Frömmigkeit zu. Sie wurde auch von den Herren von Eggenberg gefördert, die damals im Besitz der Herrschaft Krumau waren, zu der Gojau seit den Hussitenkriegen gehörte. Ab 1656 wirkte der spätere Goldenkroner Abt Matthäus Aleš Ungar als Pfarrer in Gojau, der sich um die geistliche Hebung der Wallfahrt und der damit verbundenen Kirchenfeste verdient machte. Neben Pilgern aus der näheren und weiteren Umgebung beteiligten sich auch zahlreiche religiöse Bruderschaften an der Wallfahrt. Nach der Auflösung des Klosters Goldenkron 1785 wurde die Seelsorge in Gojau von weltlichen Priestern übernommen und das Kirchenpatronat an die damaligen Besitzer der Herrschaft Krumau, die Fürsten Schwarzenberg übertragen. Als Folge der Josephinischen Reformen musste die Kirche 1793 und 1809 einen Teil der Votivgaben sowie Silber- und andere Kirchengegenstände an den Religionsfonds abliefern.
1930 übernahm die Seelsorge in Gojau die Ordensgemeinschaft der Oblaten. Sie wurden jedoch zusammen mit der deutschen Bevölkerung nach dem Zweiten Weltkrieg vertrieben. Die Seelsorge wurde zunächst von weltlichen Priestern übernommen. Während der Zeit der kommunistischen Herrschaft kam es zu einem weitgehenden Niedergang der Wallfahrt. Nach der politischen Wende von 1989 wurde das Kirchenensemble mit finanzieller Unterstützung aus Deutschland und Österreich restauriert und 1995 zu einem Nationalen Kulturdenkmal erklärt.
1930 bestand Gojau aus 131 (davon 77 deutschsprachigen) Einwohnern. 1950 waren es 91 und 1991 394 Einwohner.
Im Zuge der Verkleinerung der Truppenübungsplätze kam 2016 Boletice als Ortsteil zu Kájov hinzu.

## Sehenswürdigkeiten
- Zum denkmalgeschützten Wallfahrtsareal gehören folgende Bauten:[11]
  - Die große spätgotische Wallfahrtskirche Mariä Himmelfahrt (kostel Nanebevzetí Panny Marie) wurde 1474–1485 erbaut.[12]
  - Die kleine frühgotische Kirche Mariä Heimgang (Entschlafungskapelle, kostelík Smrtí Panny Marie) stammt aus dem 13. Jh., Wolfgangaltar von 1466.
  - Pfarrhaus und ehemaliges Hospiz
- Barocke St.-Nepomuk-Kapelle von 1699

## Persönlichkeiten
- Karl Brdlik (1874–1948), Lehrer und Heimatforscher